# ألين باسباي
ألين باسباي هو محامي وسياسي أمريكي، ولد في 6 مارس 1900، وتوفي في 19 يوليو 1988. نشط حزبياً في الحزب الجمهوري. وقد انتخب عضو جمعية ولاية ويسكونسن ‏ وانتخب عضو مجلس ولاية ويسكونسن ‏.